# Czernobieriozowka
Czernobieriozowka (ros. Черноберёзовка) – wieś (ros. seło) w południowo-wschodniej Rosji, terytorialnie i administracyjnie należąca do rejonu archarinskiego, w obwodzie amurskim. 
Według danych ze spisu z 2016 roku wieś zamieszkiwało 69 mieszkańców. 